# 4-ثنائي ميثيل أمينو البيريدينيوم
4-ثنائي ميثيل أمينو البيريدينيوم هو مركب كيميائي عضوي له الصيغة C7H10N2، ويوجد على شكل بلورات بيضاء. يرمز للمركب اختصاراً DMAP.

## التحضير
يمكن تحضير DMAP من عملية اصطناع بمرحلتين، تتضمن الأولى أكسدة البيريدين إلى كاتيون 4-بيريدينيل البيريدينيوم، ثم مفاعلة الكاتيون الأخير مع ثنائي ميثيل الأمين:

## الخواص
يوجد المركب في الشروط القياسية على شكل بلورات بيضاء، وهي جيدة الانحلالية في الماء، كما تنحل أيضاً بشكل جيد في الميثانول.

## الاستخدامات
يستخدم مركب -ثنائي ميثيل أمينو البيريدينيوم في الكيمياء العضوية ضمن الحفازات المحبة للنواة (النكليوفيلية). كما يستخدم في تحفيز تفاعل الأسترة، مثل أسترة شتيغلش Steglich esterification.

## اقرأ أيضاً
- 2-أمينو البيريدين
- 3-أمينو البيريدين
- 4-أمينو البيريدين